# Élection présidentielle finlandaise de 1994
L'élection présidentielle finlandaise de 1994 s'est tenue les 16 janvier 1994 et 6 février 1994.
En raison de la suppression du collège électoral qui existait alors pour les élections présidentielles finlandaises, c'est la première fois qu'une élection présidentielle finlandaise se déroule entièrement et seulement au scrutin direct.
Le président sortant Mauno Koivisto, du Parti social-démocrate de Finlande (SDP) ne s'est pas représenté pour un 3e mandat.
Le scrutin a vu l'élection de Martti Ahtisaari (SDP), au poste de président de la Finlande pour un mandat de six ans. Il a battu Elisabeth Rehn, représentante du Parti Populaire Suédois au second tour.

## Résultats
| Candidat           | Parti | Parti                              | 1er tour | 1er tour | 2d tour   | 2d tour |
| Candidat           | Parti | Parti                              | Voix     | %        | Voix      | %       |
| ------------------ | ----- | ---------------------------------- | -------- | -------- | --------- | ------- |
| Martti Ahtisaari   |       | Parti social-démocrate de Finlande | 828 038  | 25,9     | 1 722 313 | 53,9    |
| Elisabeth Rehn     |       | Parti populaire suédois            | 702 211  | 22,0     | 1 475 856 | 46,1    |
| Paavo Väyrynen     |       | Parti du centre                    | 623 415  | 19,5     |           |         |
| Raimo Ilaskivi     |       | Parti de la coalition nationale    | 485 035  | 15,2     |           |         |
| Keijo Korhonen     |       | Indépendant                        | 186 936  | 5,8      |           |         |
| Claes Andersson    |       | Alliance de gauche                 | 122 820  | 3,8      |           |         |
| Veltto Virtanen    |       | Indépendant                        | 95 650   | 3,0      |           |         |
| Eeva Kuuskoski     |       | Indépendante                       | 82 453   | 2,6      |           |         |
| Toimi Kankaanniemi |       | Chrétiens-démocrates               | 31 453   | 1,0      |           |         |
| Sulo Aittoniemi    |       | Parti rural de Finlande            | 30 622   | 1,0      |           |         |
| Pekka Tiainen      |       | Indépendant                        | 7 320    | 0,2      |           |         |